# Dede Barry
Deirdre ("Dede") Demet-Barry (Milwaukee, 8 oktober 1972) is een voormalig wielrenster uit de Verenigde Staten. Ze is getrouwd met de Canadese renner Michael Barry en is zesvoudig Amerikaans kampioene.
Demet vertegenwoordigde haar vaderland bij de Olympische Spelen van 2004 in Athene en behaalde bij die gelegenheid de zilveren medaille in de individuele tijdrit. Barry won op 29 maart 1998 de allereerste wereldbekerwedstrijd voor vrouwen door in Sydney haar landgenote Pamela Schuster te verslaan in de sprint van de Australia World Cup.
Demet begon haar sportieve loopbaan als kunstschaatsster en stapte later over op het langebaanschaatsen. Ze maakte deel uit van de Amerikaanse nationale schaatsselectie van 1988 tot en met 1991. Demet nam tweemaal deel aan de WK schaatsen voor junioren: in 1988 en 1990.

## Erelijst
1989
- Amerikaans kampioene individuele tijdrit, Junioren
- Amerikaans kampioene wegwedstrijd, Junioren
- Wereldkampioene wegwedstrijd, Junioren

1991
- 1e in 5e etappe Women's Challenge
- 3e in 8e etappe Women's Challenge
- 2e in Eindklassement Women's Challenge

1993
- 1e in Quad Cities, Criterium
- 2e in Wereldkampioenschappen, 50 km ploegentijdrit, Elite

(met Eve Stephenson, Jeanne Golay en Janice Bolland)
1994
- 2e in Amerikaanse kampioenschappen, wegwedstrijd, Elite
- 3e in Wereldkampioenschappen, 50 km ploegentijdrit, Elite

(met Eve Stephenson, Jeanne Golay en Alison Dunlap)
- 3e in Liberty Classic

1995
- 3e in Amerikaanse kampioenschappen, individuele tijdrit, Elite
- 1e in Eindklassement Women's Challenge

1996
- Amerikaans kampioene wegwedstrijd, Elite
- 3e in Eindklassement Women's Challenge

1997
- 3e in Amerikaanse kampioenschappen, wegwedstrijd, Elite
- 2e in Amerikaanse kampioenschappen, individuele tijdrit, Elite
- 1e in Eindklassement Tour de Toona

1998
- 1e in Eindklassement Canberra Women's Classic
- 3e in Amerikaanse kampioenschappen, wegwedstrijd, Elite
- 1e WB-wedstrijd Sydney
- 3e in Eindklassement UCI Road Women World Cup
- 1e in Eindklassement Tour de Snowy

1999
- 1e in 2e etappe Redlands Bicycle Classic

2000
- 3e in 8e etappe Women's Challenge

2002
- 1e WB-wedstrijd Montréal
- 3e in 1e etappe Le Tour du Grand Montréal
- 2e in Proloog Le Tour du Grand Montréal
- 2e in Eindklassement Le Tour du Grand Montréal
- 3e in Liberty Classic

2003
- 2e in Amerikaanse kampioenschappen, individuele tijdrit, Elite
- 2e in 1e etappe McLane Pacific Classic
- 2e in 1e etappe Redlands Bicycle Classic

2004
- 3e in Amerikaanse kampioenschappen, individuele tijdrit, Elite
- 1e in 2e etappe Tour de l'Aude Cycliste Féminin
- 1e in 6e etappe Tour de l'Aude Cycliste Féminin
- 2e in 1e etappe Le Tour du Grand Montréal
- 1e in Sparkassen Giro Bochum
- 16e bij Olympische Spelen, wegwedstrijd
- 2e bij Olympische Spelen, individuele tijdrit

## Ploegen
- 1997 —   Saturn
- 1998 —   Saturn
- 1999 —   Saturn
- 2000 —   Saturn Cycling Team
- 2003 —   Team T-Mobile
- 2004 —   T-Mobile Professional Cycling Team